# Honorinus fuliginosus
Honorinus fuliginosus är en fjärilsart som beskrevs av Heinrich 1956. Honorinus fuliginosus ingår i släktet Honorinus och familjen mott. Inga underarter finns listade i Catalogue of Life.